# 카제오이데스
카제오이데스(학명:Caseoides sanangelenisis)는 도마뱀목 카세아과에 속하는 도마뱀이다. 지금은 멸종된 종으로서 전체적인 몸길이가 2~3m로서 대형의 몸집을 가진 도마뱀에 속한다.

## 특징
카제오이데스는 쿵구리아 시대(페름기 후기를 가르킨다.)에 살았던 대형 카제이드 시냅스류의 멸종된 속이다. 그것은 길이가 약 3미터(9.8피트)였고 다른 많은 카제이드들처럼 초식성이고 수생이었다. 그것은 무게가 150에서 200킬로그램 사이였다. 그것의 화석은 미국에 텍사스주의 샌 안젤로 포메이션에서 발견되었다. 카제오이데스는 카제아와 매우 비슷했지만 크기가 약간 더 컸다. 카제오이데스는 대부분의 카제이드류(카제오시스 제외)와 마찬가지로 체격이 큰 생물이었다. 비교적 두껍고 튼튼한 사지의 발달에서 그것은 카세아 혈통의 정점을 나타낸다. 그러한 친척들은 로드리아 시대에 크기가 작아졌다. 잘 보존되지 않은 두개골 후 재료는 팔다리를 포함하여 알려져 있다. 또한 카제오이데스는 잘 발달된 앞다리와 뒷다리를 가지고 있으며 이는 육지에선 다른 육식성의 포식자로부터 도망가는 데에 적합한 빠른 달리기의 속력을 내는 것을 가능하게 하였으며 강, 호수, 연못, 늪과 같은 물속에서도 살 수가 있는만큼 피부호흡과 더불어 물속에서 빠른 유영속도를 가능하게 하기 위해 물속으로 수영할 때는 발의 모양을 물갈퀴의 모습으로 바꾸는 것이 가능했던 도마뱀이였다. 양턱에는 초식성의 먹이를 뜯어먹는 데에 적합한 이빨들이 20~25개 나 있다. 먹이로는 식물의 잎, 씨앗, 열매와 수생식물들을 주로 먹고 살았을 초식성의 도마뱀으로 추정되는 종이다.

## 생존시기와 서식지와 화석의 발견
카제오이데스가 생존했었던 시기는 고생대의 페름기로서 지금으로부터 2억 9000만년전~2억 4500만년전에 생존했었던 종이다. 생존했었던 시기에는 북아메리카를 중심으로 하여서 당시에 존재했었던 초원, 강, 호수, 연못, 늪, 산림 등에서 주로 서식했었던 도마뱀이다. 화석의 발견은 1953년에 미국의 텍사스주에 형성된 페름기의 지층에서 미국의 고생물학자들에 의하여 처음으로 화석이 발견되어 새롭게 명명된 종이다.

## 같이 보기
- 파충류
- 고생대
- 페름기
- 도마뱀
- 화석